# Action-Uniqa/2007
Deze pagina geeft een overzicht van de Action-Uniqa-wielerploeg in 2007.
| Naam              | Geboortedatum | Nationaliteit | Ploeg 2006                                |
| ----------------- | ------------- | ------------- | ----------------------------------------- |
| Robert Banach     | 13-10-1978    | Polen         |                                           |
| Łukasz Bodnar     | 10-05-1982    | Polen         |                                           |
| Bohdan Bondarjev  | 02-06-1974    | Oekraïne      |                                           |
| Piotr Chmielewski | 18-09-1970    | Polen         |                                           |
| Bartosz Huzarski  | 27-10-1980    | Polen         |                                           |
| Blazej Janiaczyk  | 27-01-1983    | Polen         | Team 3C Casalinghi Jet Androni Giocattoli |
| Denys Kostjoek    | 13-05-1982    | Oekraïne      |                                           |
| Krzysztof Kuźniak | 22-07-1984    | Polen         |                                           |
| Krzysztof Miara   | 14-04-1983    | Polen         |                                           |
| Marcin Osiński    | 27-11-1983    | Polen         |                                           |
| Robert Radosz     | 08-07-1975    | Polen         | DHL-Author                                |
| Dariusz Rudnicki  | 28-06-1981    | Polen         |                                           |
| Marek Rutkiewicz  | 08-05-1981    | Polen         |                                           |
| Sebastian Skiba   | 29-07-1978    | Polen         |                                           |
| Ondřej Sosenka    | 09-12-1975    | Tsjechië      | Acqua & Sapone                            |
| Jarosław Zarębski | 26-01-1979    | Polen         |                                           |